# Lipstick (album)
Pour les articles homonymes, voir Lipstick.
Albums de Orange Caramel
The Second Mini Album
(2010) Orange Caramel
(2013)
Singles
1. Lipstick
Sortie : 12 septembre 2012

Lipstick est le premier album studio de la sous-unité du girl group sud-coréen After School, Orange Caramel. Il est sorti le 12 septembre 2012 avec le titre principal "Lipstick".

## Promotion
La promotion était assurée par le titre "Lipstick" dont le clip est également sorti le 12 septembre et une version courte de "Milkshake".

## Liste des titres
| 1.    | Bubble Bath                                                                             | Kim Ina                    | East4A                                     | 3:42 |
| 2.    | Milkshake (밀크쉐이크)                                                                  | Team M49                   | - Daishi Dance - Blacc Hole - DJ R2        | 3:35 |
| 3.    | Lipstick (립스틱)                                                                       | - Igi - Seo Yongbae        | - Igi - Seo Yongbae                        | 3:21 |
| 4.    | A~ing♡ (아잉♡)                                                                          | Wheesung                   | Jo Yeongsu                                 | 3:28 |
| 5.    | Magic Girl (마법소녀; Mabeopsonyeo)                                                     | Wheesung                   | Jo Yeongsu                                 | 3:09 |
| 6.    | Not Yet... (아직…; Ajik...) (Solo de Raina)                                             | Raina                      | - Jang Jaein - Yu Hyeonsang - Park Sehyeon | 3:29 |
| 7.    | Superwoman (Solo de Raina ft. Choi Seung Cheol de Seventeen)                            | Yu Chiyeon                 | Yu Chiyeon                                 | 3:20 |
| 8.    | One Love                                                                                | - Jeongun - Rado           | - Jeongun - Rado                           | 3:22 |
| 9.    | Shanghai Romance (샹하이 로맨스)                                                        | Space Big Star             | Jo Yeongsu                                 | 3:46 |
| 10.   | Clara's Dream (클라라의 꿈; Keullaraui Kkum) (Solo de Lizzy)                            | Jeong Yunhwa               | Park Sangheon                              | 3:58 |
| 11.   | Close Your Eyes (눈을 감아; Nuneul Gama) (Solo de Nana)                                 | - Park Sangheon - Lee Yera | Park Sangheon                              | 4:09 |
| 12.   | Love Does Not Wait (사랑을 미룰 순 없나요; Sarangeul Irul Sun Eopsnayo) (Solo de Raina) | Oh Seunghun                | Park Deoksang                              | 3:25 |
| 13.   | Bangkok City (방콕시티) (2012 New Recording)                                            | Won Taeyeon                | - Daniel Barkman - Jorgen Ringqvist        | 2:50 |
| 45:28 |                                                                                         |                            |                                            |      |

## Classements

### Album
| Pays         | Classement                         | Meilleure position |
| ------------ | ---------------------------------- | ------------------ |
| Corée du Sud | Gaon Album Chart (hebdomadaire)    | 3                  |
| Corée du Sud | Gaon Album Chart (mensuel)         | 9                  |
| Japon        | Oricon Albums Chart (hebdomadaire) | 92                 |

### Ventes
| Classement                         | Ventes         |
| ---------------------------------- | -------------- |
| Corée du Sud Gaon ventes physiques | plus de 15 324 |
| Japon Oricon ventes physiques      | plus de 2 187  |
| Total                              | plus de 17 511 |

## Historique de sortie
| Pays         | Date              | Format                   | Label                                   |
| ------------ | ----------------- | ------------------------ | --------------------------------------- |
| Corée du Sud | 12 septembre 2012 | Téléchargement numérique | Pledis Entertainment LOEN Entertainment |
| Monde entier | 12 septembre 2012 | Téléchargement numérique | Pledis Entertainment LOEN Entertainment |
| Corée du Sud | 14 septembre 2012 | CD                       | Pledis Entertainment LOEN Entertainment |
| Japon        | 24 septembre 2012 | CD                       | Avex Marketing                          |